# Derinkuyu

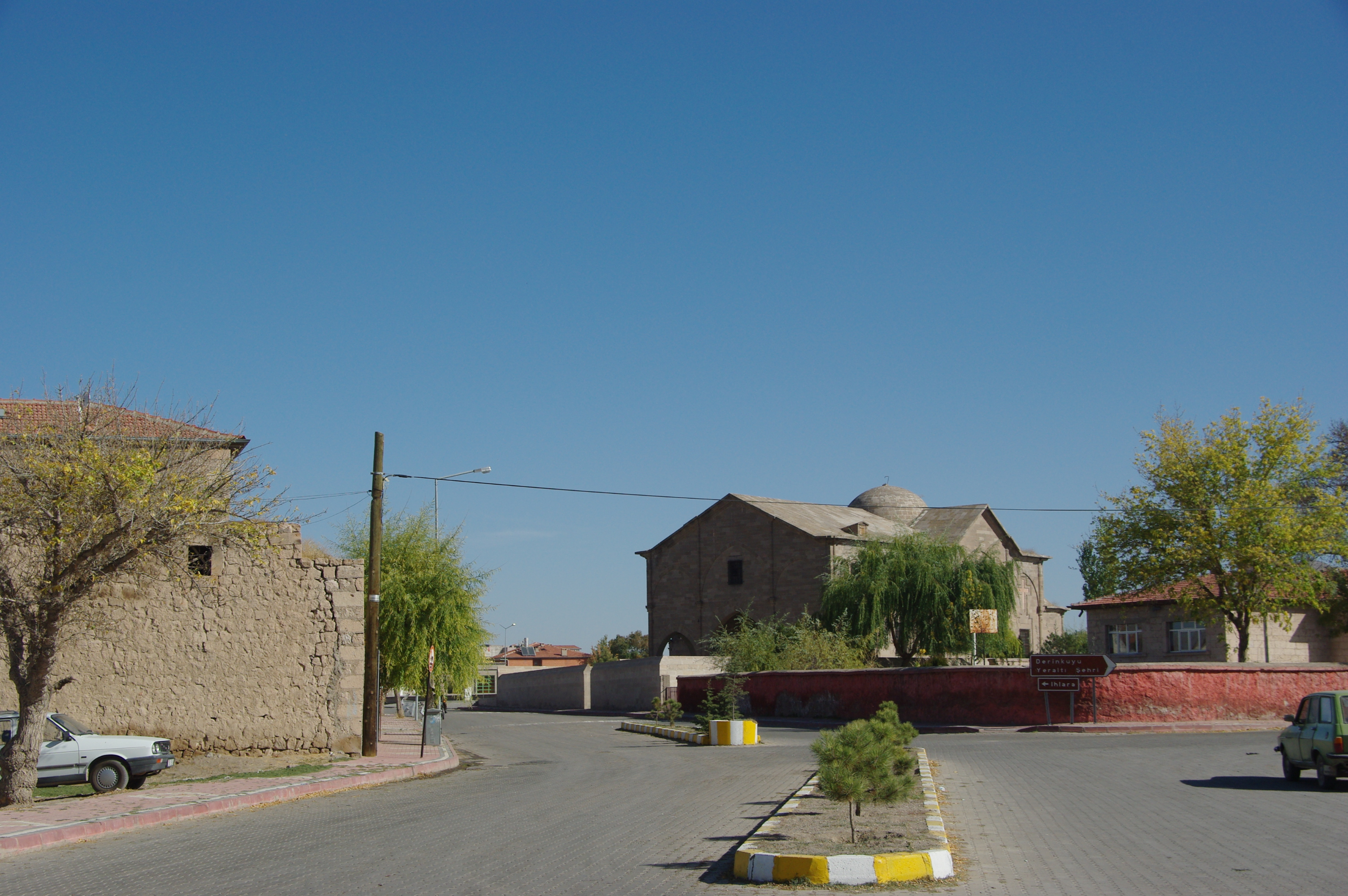
Gata i Derinkuyu.

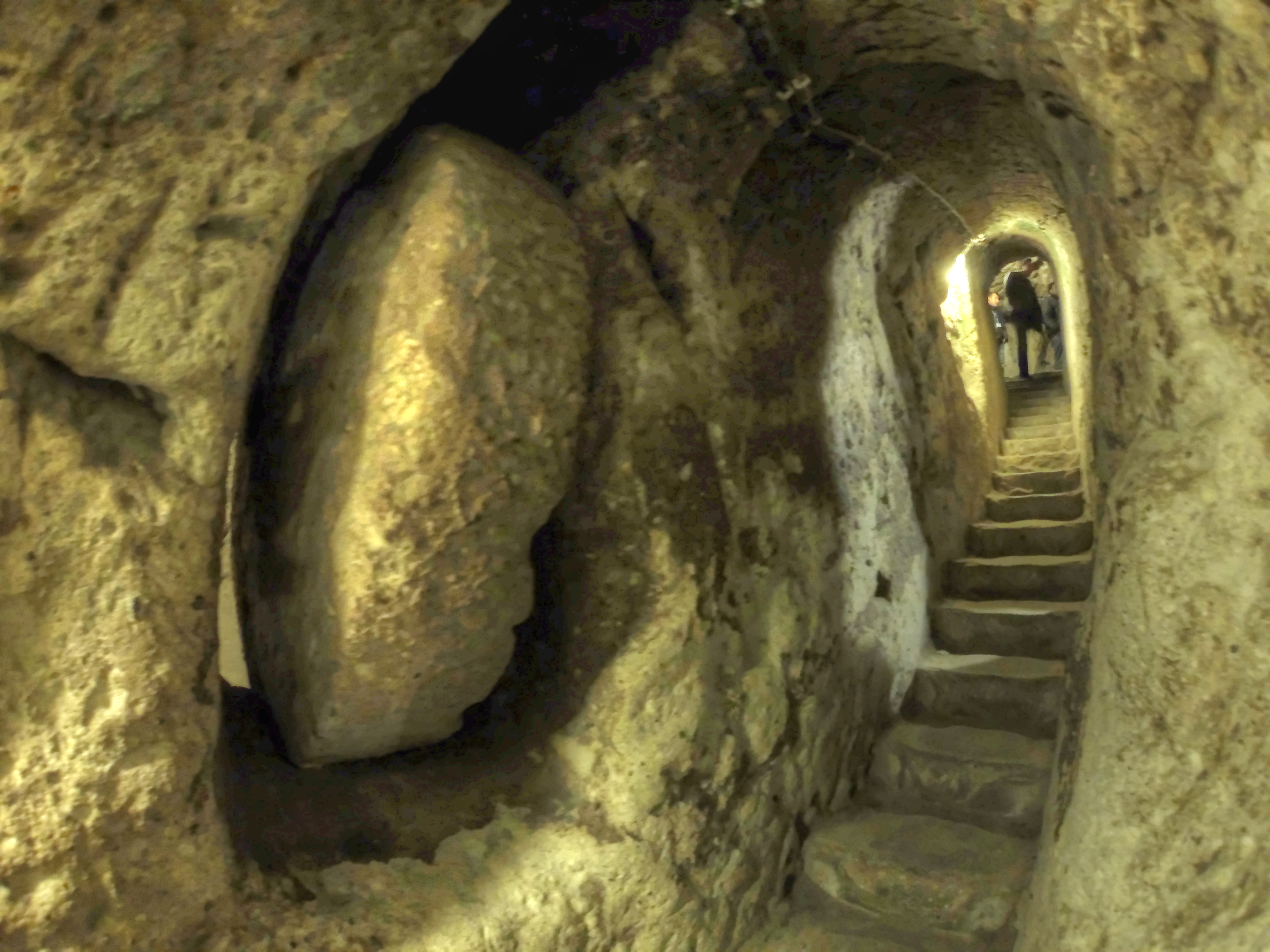
Gång i den underjordiska staden.

Derinkuyu är en stad i provinsen Nevşehir i centrala Turkiet. Den är administrativ huvudort för ett distrikt med samma namn, och folkmängden uppgick till 10 678 invånare i slutet av 2011.
Under Derinkuyu ligger den största av de minst 150 underjordiska städerna som finns i turkiska Anatolien. I över ett årtusende bodde det tusentals människor i den mörka underjordiska världen där det fanns allt från vinfabriker till stall. Man vet fortfarande inte riktigt hur stor staden under Derinkuyu är. År 1963 upptäckte man tunnlar som ledde till nya rum och förenar Derinkuyu med andra underjordiska städer. Man har frilagt åtminstone åtta våningsplan, och enligt vissa experter kan det finnas ända upp till 27 våningsplan.